# Les Jeunes Filles (roman)
Pour les articles homonymes, voir Les Jeunes Filles.
Les Jeunes Filles est un roman cyclique de l'écrivain français Henry de Montherlant, paru entre 1936 et 1939.
Il se compose de quatre volumes : 
- Les Jeunes Filles (1936)
- Pitié pour les femmes (1936)
- Le Démon du bien (1937)
- Les Lépreuses (1939).

## Résumé
Le cycle des Jeunes Filles ne possède pas à proprement parler d'intrigue. Le roman met en scène Pierre Costals, écrivain à succès, et raconte ses relations, amoureuses ou non, avec différentes admiratrices célibataires proches de la trentaine (donc plutôt vieilles filles, comme on disait à l'époque, que jeunes filles) qui se confient à lui par une abondante correspondance à laquelle il ne répond pas toujours. Montherlant brosse ainsi plusieurs portraits féminins acérés, tout en étant sans complaisance avec son héros.
Deux personnages féminins émergent particulièrement. Andrée Hacquebaut tout d'abord, une vieille fille de province, admiratrice des romans de Costals. Indépendante et intellectuelle, elle entretient d'abord une correspondance avec l'écrivain avant de le rencontrer réellement par la suite. Solange Dandillot est la seconde femme à laquelle se lie Costals. Il s'agit d'une jeune femme moderne, plus simple et moins profonde qu'Andrée. Elle est à la fois charmante et terne aux yeux de son amant. Alors qu'il n'est pas amoureux d'elle, Costals est poursuivi par ce qu'il appelle le "démon du bien" et songe un moment à l'épouser.

## Thème
Analyse franche, sans concessions des relations homme-femme qui ne laisse aucun doute : un homme qui se veut libre ne peut envisager une relation stable avec une femme si ce n'est au prix de sa liberté et son bonheur. Qu'il le veuille ou non, consentant ou pas, il va se convertir en un être soumis.
Montherlant expose toute une philosophie de la vie (telle qu'il la conçoit et l'a mise en pratique) qui peut être interprétée comme l'égoïsme et la misogynie poussés à l'extrême, mais, selon l'écrivain, c'est le seul moyen d'atteindre le bonheur que nous cherchons tous. La société moderne va repousser ce modèle d'existence, basé sur le plaisir sans tabous et le mépris des sentiments d'autrui, mais c'est le seul moyen de « vivre pleinement ». Veut-on mettre en pratique cette philosophie ? Est-ce que nous sommes prêts à payer le prix qui va en résulter ? L'incompréhension générale et la solitude nous attendent. C'est à nous de choisir, librement. « Ce qui est humain, c'est ce qui est fait de choses difficiles et nuancées, » (Le Démon du Bien).

## Jugements sur l’œuvre
« Je lis avec jubilation le nouveau Montherlant : Les Jeunes Filles. Jamais on n’a serré de si près l’incompatibilité essentielle du couple humain ! Et l’auteur y fait preuve d’une admirable impartialité. Aucun de ses livres n’est aussi objectif. » (Lettre de Roger Martin du Gard à sa fille, juin 1936)
« Voici sans doute un des romans les plus importants de la littérature contemporaine. »  (Stefan Zweig », Basler Nachtrichten, juillet 1937)
« Montherlant va plus près du nerf d'une question - ici celle des femmes - qu'on ne le supporte, même en France. Mais son dynamisme, sa clarté, son style magnétique sont inoubliables. Par-dessus tout, il fait naître une sorte de stupéfaction intellectuelle. » (Elizabeth Bowen, New Stateman an Nation, Londres, novembre 1937)
« Ces romans doivent être placés, sans doute, parmi les plus remarquables de la production romanesque française contemporaine. M. de Montherlant est un analyste troublant des choses sexuelles et il met à nu les plus profonds secrets du cœur humain avec une stupéfiante habileté de chirurgien. Mais il est aussi bien plus que cela, ce qui rend son talent - vraiment celui d'un maître - très difficile à définir ; il est aussi pitoyable qu'il est détaché. Il mêle une chaude sympathie à sa froide lucidité, et la pitié à la puissance. » (Western Mail, Londres, janvier 1938)
« Montherlant s’inscrit dans la longue tradition des mâles qui ont repris à leur compte le manichéisme orgueilleux de Pythagore. Il estime, après Nietzsche, que seules les époques de faiblesse ont exalté l’Eternel Féminin et que le héros doit s’insurger contre la Magna Mater » (...) « Inférieure, pitoyable, ce n’est pas assez. Montherlant veut la femme méprisable. » (Simone de Beauvoir, Le Deuxième Sexe, 1949)
« Je lus pour la première fois le roman que j'allais le plus relire - plus de cent fois -, la série Les Jeunes filles de Montherlant. Cette lecture jubilatoire me confirma dans l'idée qu'il fallait tout devenir sauf une femme. [...] Le terrible, dans les portraits de femmes de Montherlant, c’est qu’elles existent. On a beaucoup dit que Montherlant était un auteur anti-féministe. Il y a quelque chose de très salubre dans cette misogynie. Toute femme devrait avoir lu ces livres justement pour se dire : “Attention, tu pourrais te changer en cet être geignard.” » (Amélie Nothomb, Le Monde, octobre 2004)

## Adaptation
Le roman a fait l'objet d'une adaptation en 1978 par TF1 : Les Jeunes Filles.

## Sources
- Le Nouveau Dictionnaire des œuvres de tous les temps et de tous les pays, vol. III, Robert Laffont - Bompiani, 1995, p. 3759.
- Jean-François Domenget dir., Henry de Montherlant, Les Jeunes Filles, Roman 20-50 (Université de Lille III), n° 21, juin 1996.
- Le bestiaire des Jeunes filles : https://www.montherlant.be/article-056-duroisin.html
- La Guéguerre autour des Jeunes filles : https://www.montherlant.be/article-136-duroisin.html